# Селенгинское городское поселение
Городско́е поселе́ние «Селенги́нское» (бур. Сэлэнгын hомон) — муниципальное образование в Кабанском районе Бурятии. Административный центр — посёлок городского типа Селенгинск.

## География
Территория — 37816 га. Поселение граничит с сельскими поселениями «Брянское» и «Кабанское», а также с Иволгинским и Прибайкальским районами республики. Расстояние от Селенгинска до города Улан-Удэ — 80 км, до районного центра села Кабанск — 17 км. Посёлок расположен рядом с автомагистралью федерального значения «Байкал» и Восточно-Сибирской железной дорогой, что даёт поселению некоторые преимущества в развитии экономики. 
Климат на территории поселения резко континентальный. Зимой средняя температура составляет — -18-20 С° , летом +23 С°. По территории поселения протекают горные речки Вилюйка и Поперечная, впадающие в Селенгу. С юга к посёлку Селенгинск подступают лесные массивы северных отрогов Хамар-Дабана, в основном кедрово-еловые, в которых встречаются мелкие промысловые звери (белка, заяц-беляк), съедобные грибы (рыжики, маслята), ягоды. Общая площадь лесных угодий составляет 213 гектаров.

## История
История Селенгинска связана с развитием лесохимической промышленности Бурятии. В 1956 году было принято Постановление о строительстве целлюлозно-вискозного комбината и завода искусственного волокна. Для будущего комбината была выбрана площадка к югу от сёл Брянск и Тресково за линией Транссиба. В 1957 году к началось строительство посёлка.
Изначально Селенгинск имел статус рабочего посёлка (с 26 января 1961 года), а в 2003 году посёлку был присвоен статус городского поселения Кабанского района Бурятии. В настоящее время Селенгинск представляет собой современный посёлок с развитой инфраструктурой и сложившимися традициями.

## Население
| 2011    | 2012    | 2013    | 2014    | 2015    | 2016    | 2017    |
| ------- | ------- | ------- | ------- | ------- | ------- | ------- |
| 14 509  | ↘14 371 | ↘14 233 | ↘14 126 | ↘13 919 | ↘13 793 | ↘13 740 |
| 2018    | 2019    | 2020    | 2021    | 2023    | 2024    |         |
| ↘13 639 | ↘13 570 | ↘13 500 | ↘13 261 | ↘13 187 | ↘13 130 |         |

Посёлок Селенгинск является самым крупным населённым пунктом Кабанского района. За последние годы произошло незначительное снижение численности, что связано со снижением рождаемости и количества прибывающих на проживание в посёлок. В целом, наблюдается небольшой миграционный прирост.